# Museo Estatal de Historia de Gəncə
Museo Estatal de Historia de Gəncə (en azerí: Nizami Gəncəvi adına Gəncə Tarix-Diyarşünaslıq Muzeyi) es el museo histórico en Gəncə y  lleva el nombre de Nezamí Ganyaví.

## Historia
El museo fue establecido en el año 1924. El grupo de estudiantes y profesores de Seminario Pedagógico de Ganyá desempeñó un gran papel en la fundación del museo. 
En 1954 el museo se trasladó a la Calle Azizbeyov, 260. En ese tiempo el museo constó de siete habitaciones y tres departamentos. 
El edificio del museo fue construido en el siglo XIX y  fue la propiedad privada del bisnieto de Javad Khan, el último khan del Kanato de Ganja.

## Exposiciones
La exposición del museo contiene más de 30.000 materiales arqueológicos, esculturas, documentos, colecciones numismáticas, libros, etc. 
El museo consta de dos sección y abarca una superficie de 972 m².

## Galería

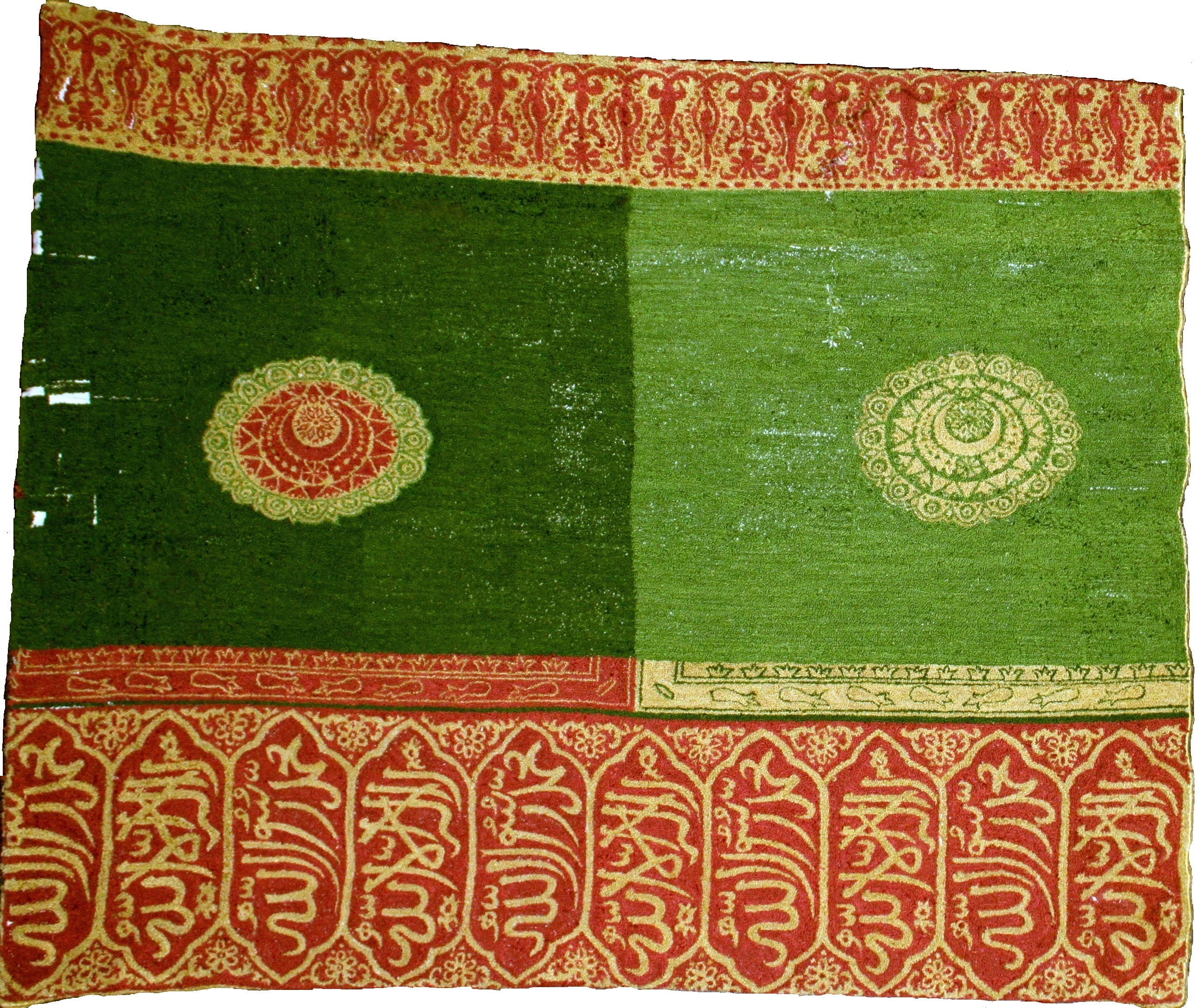
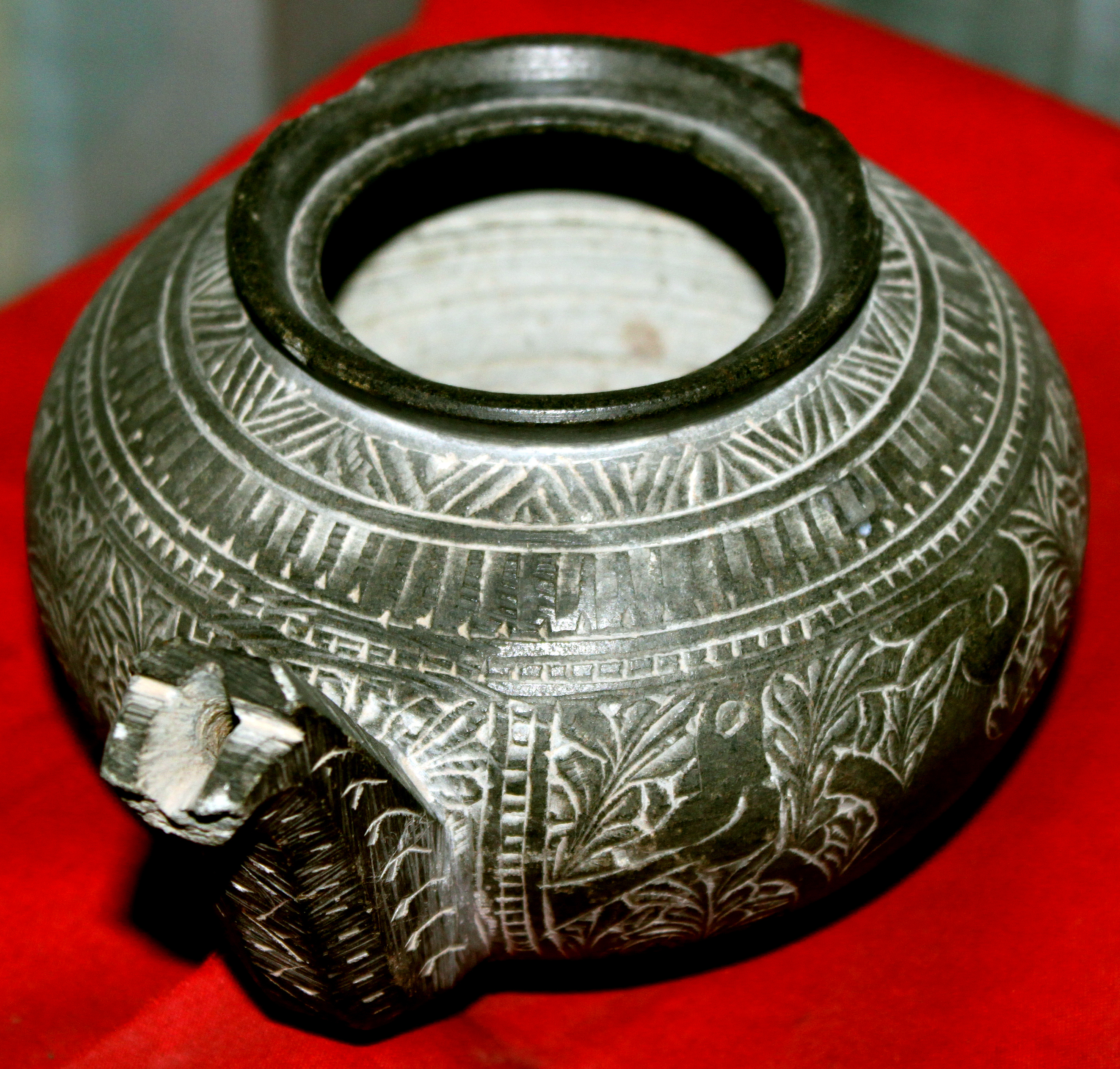
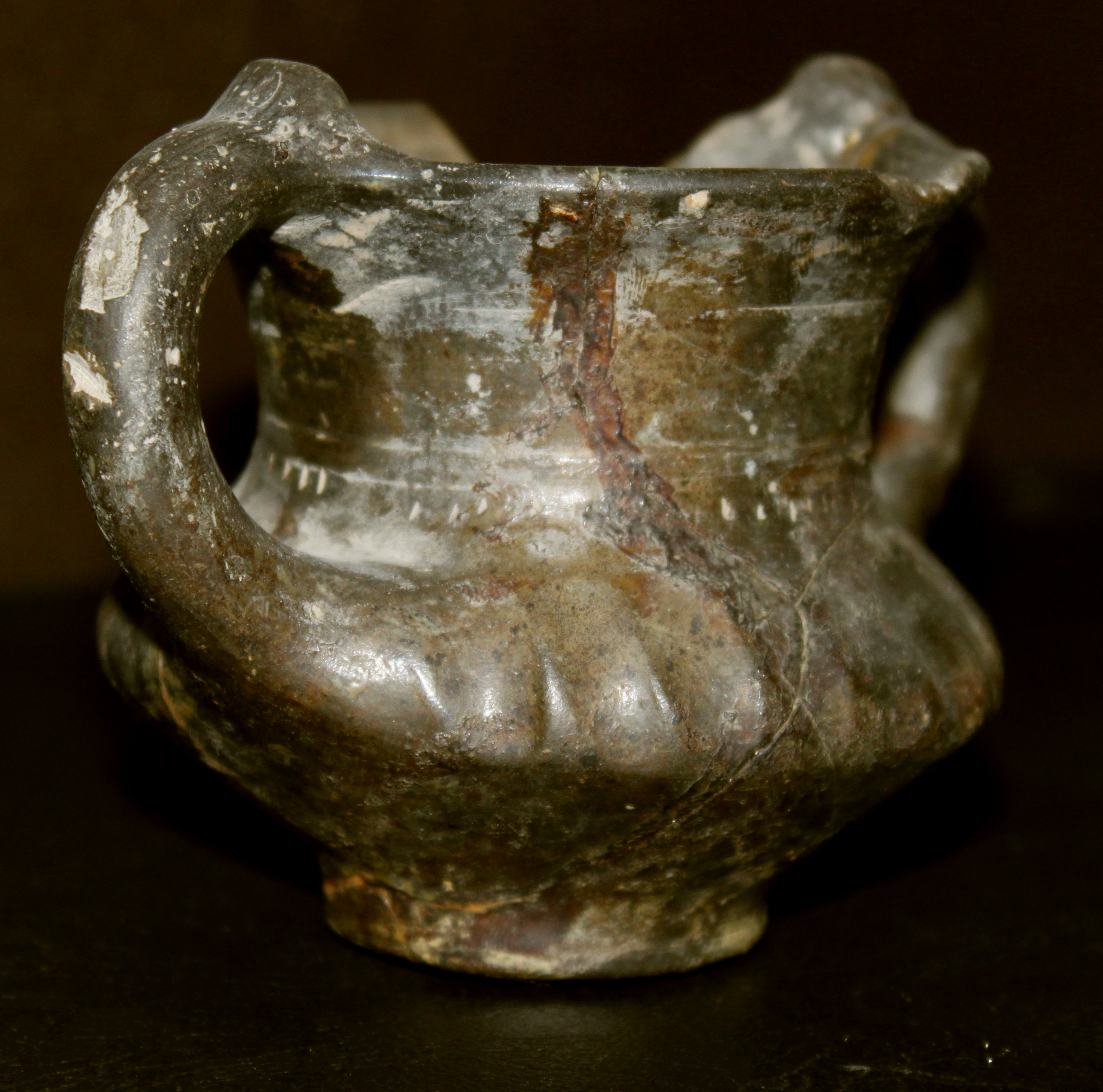
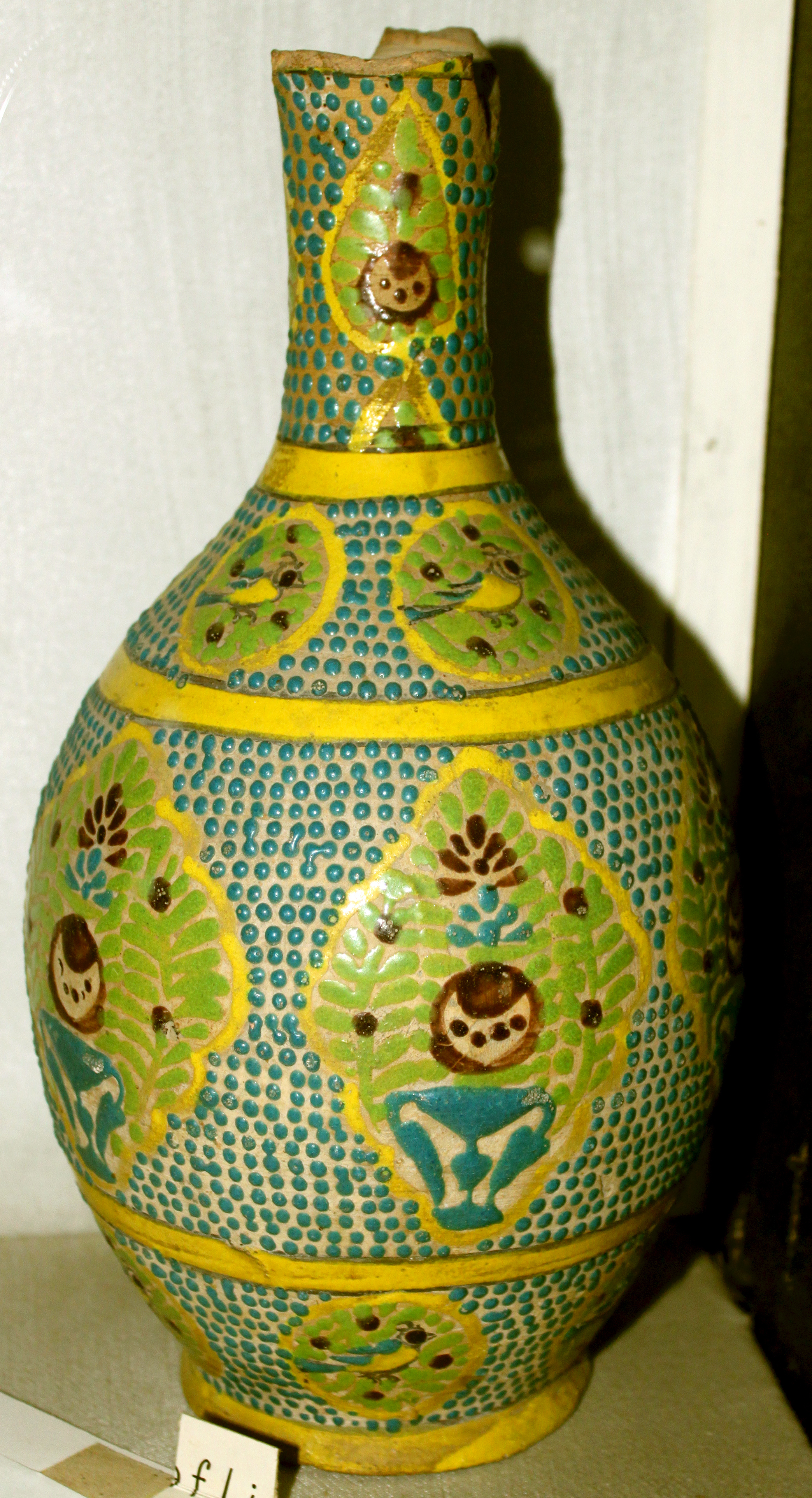
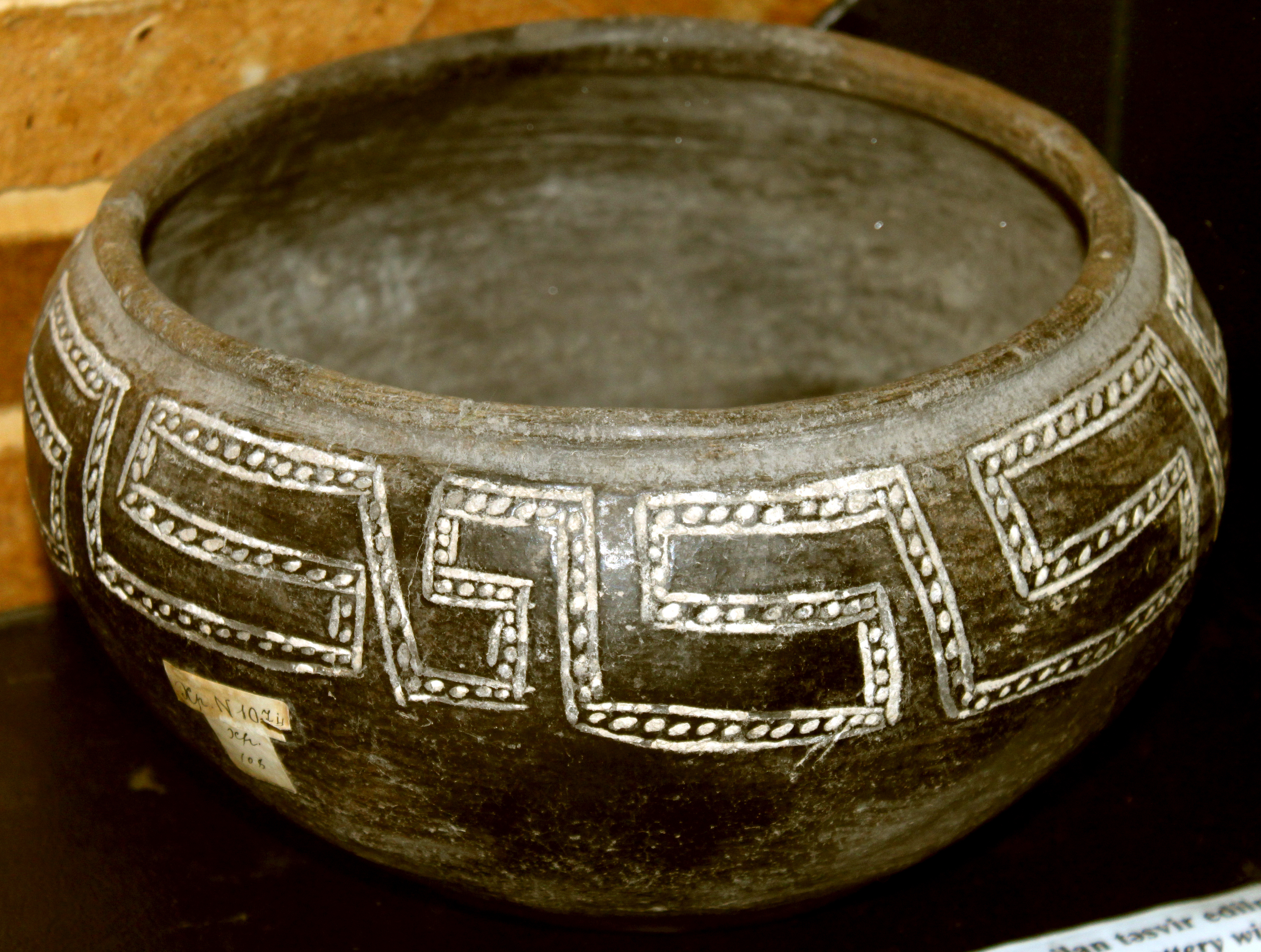
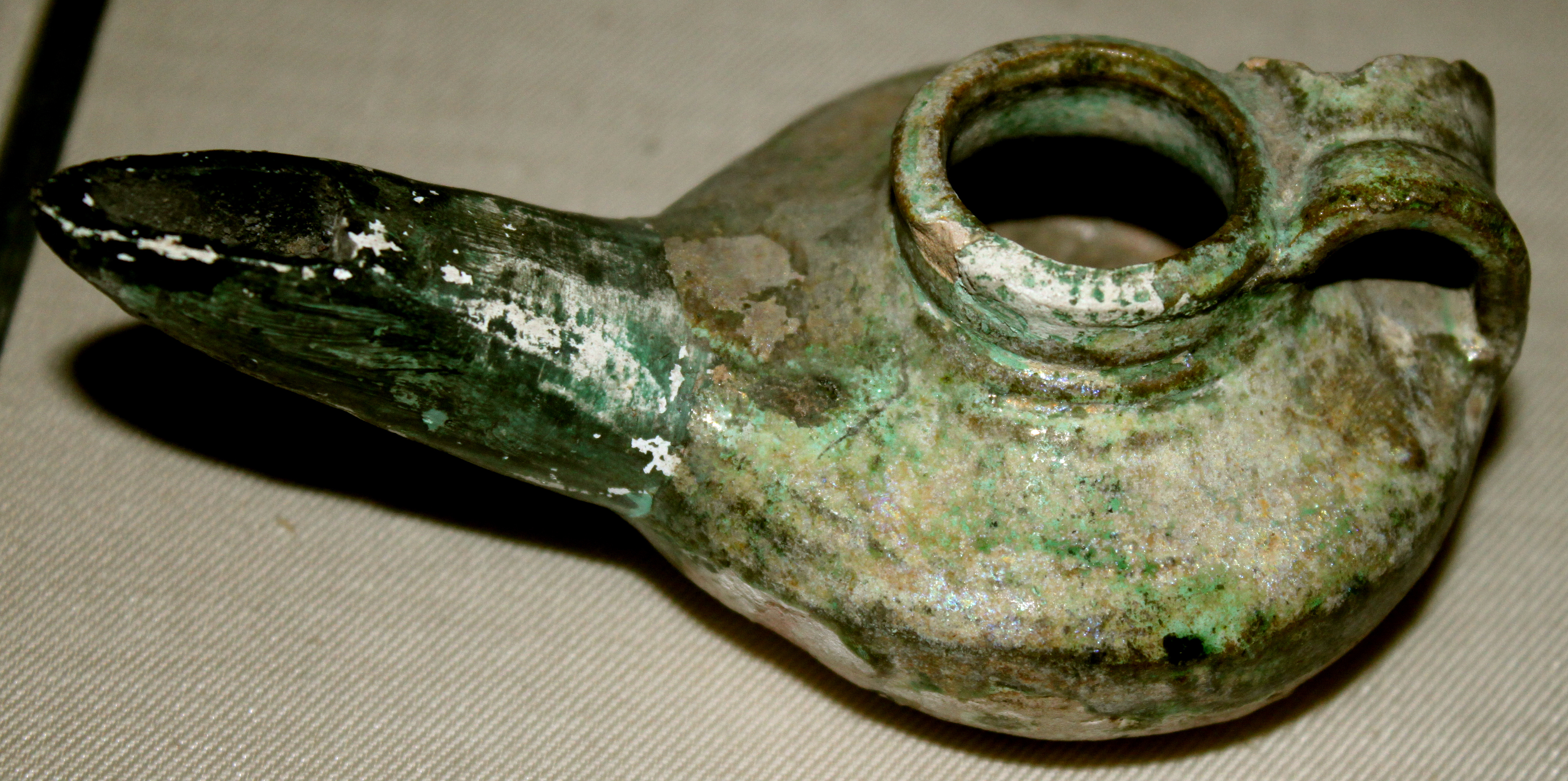
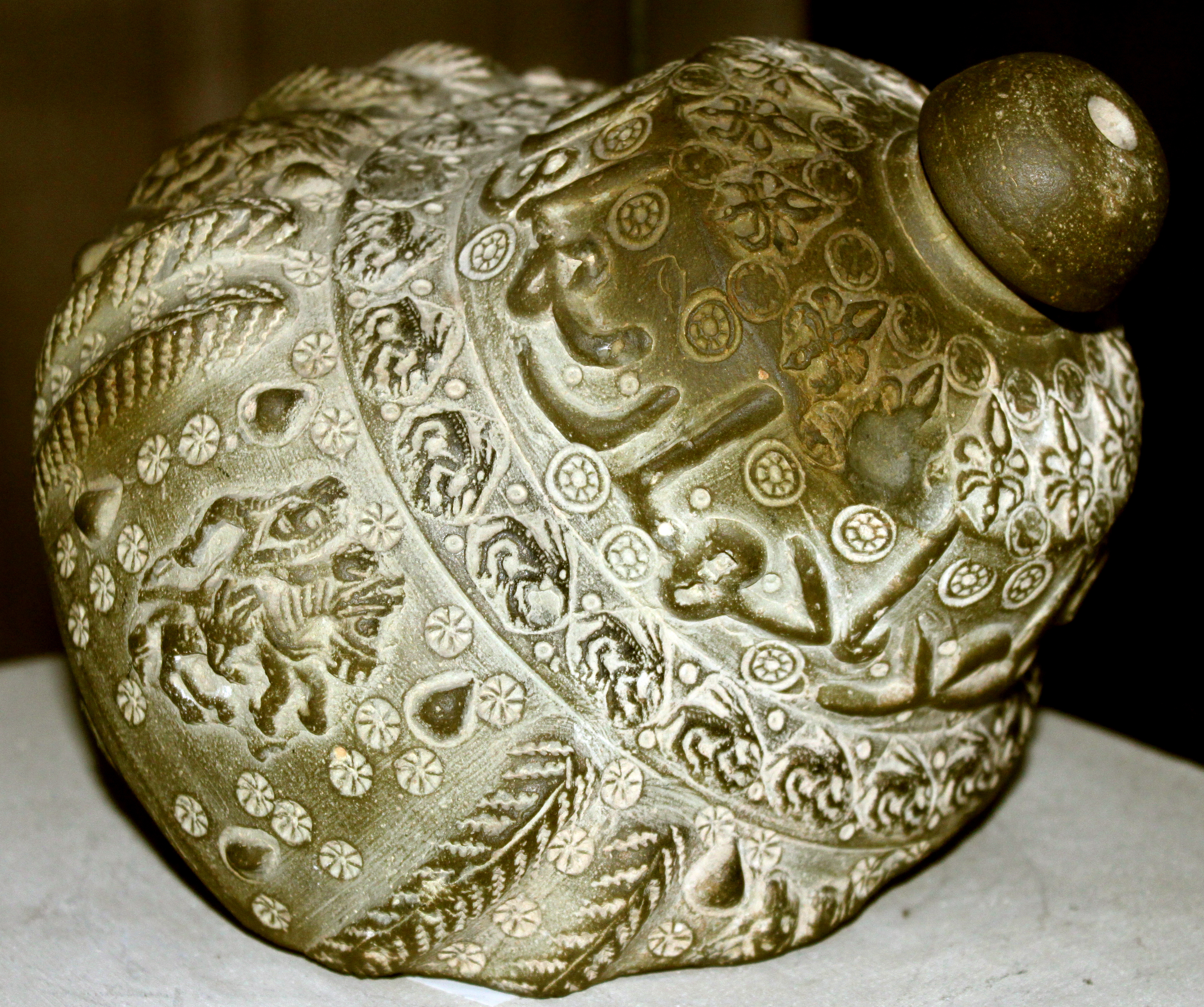
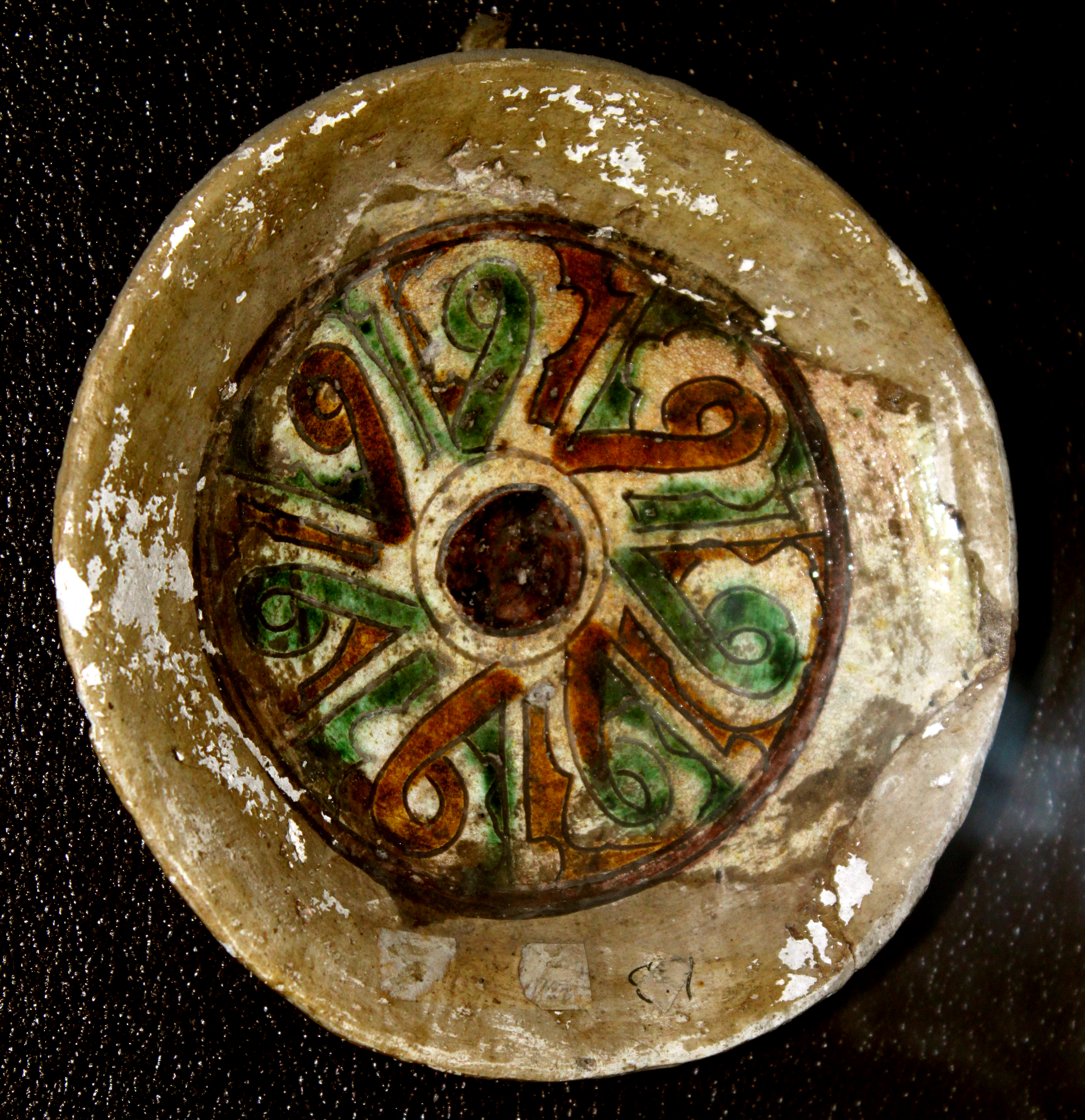
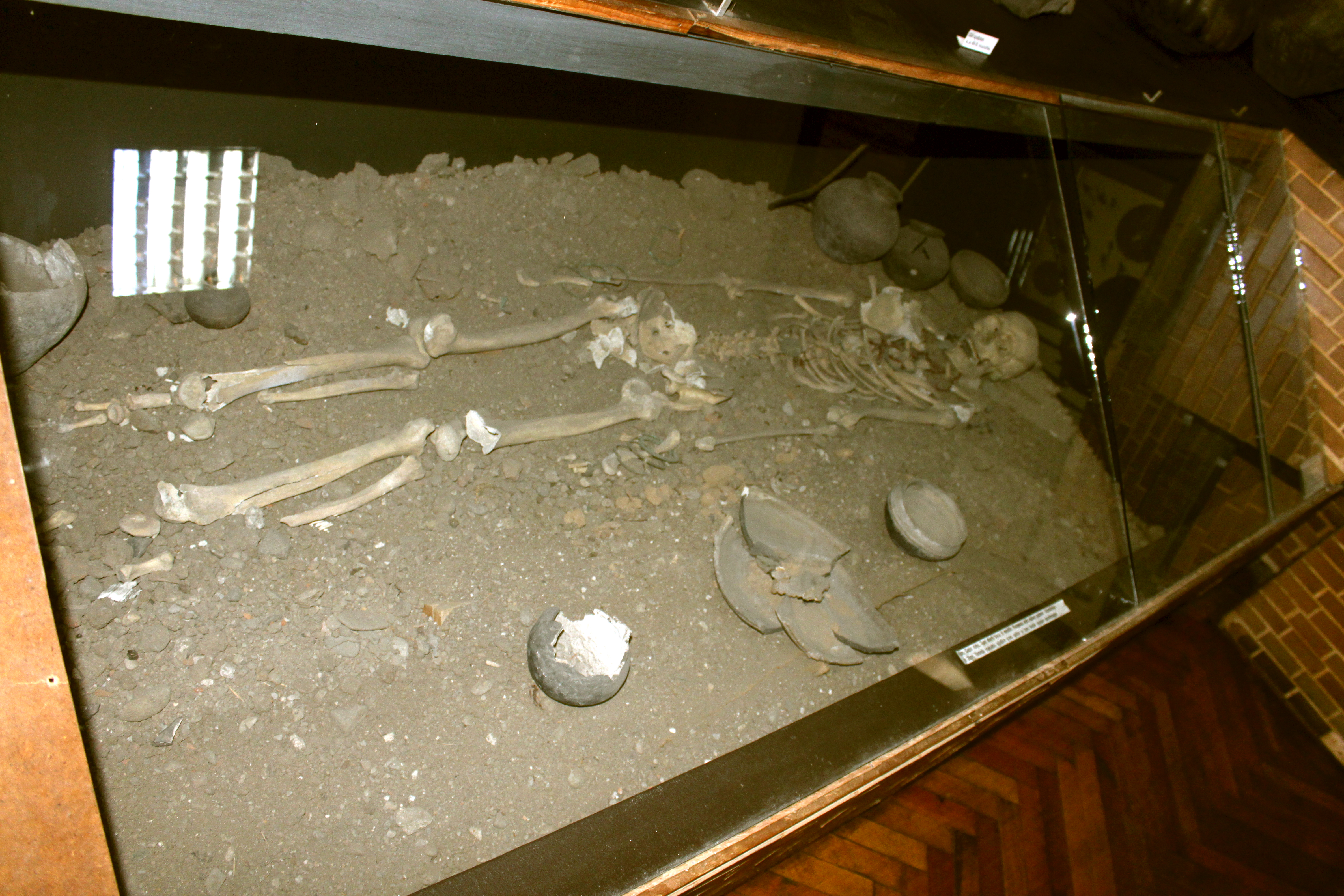
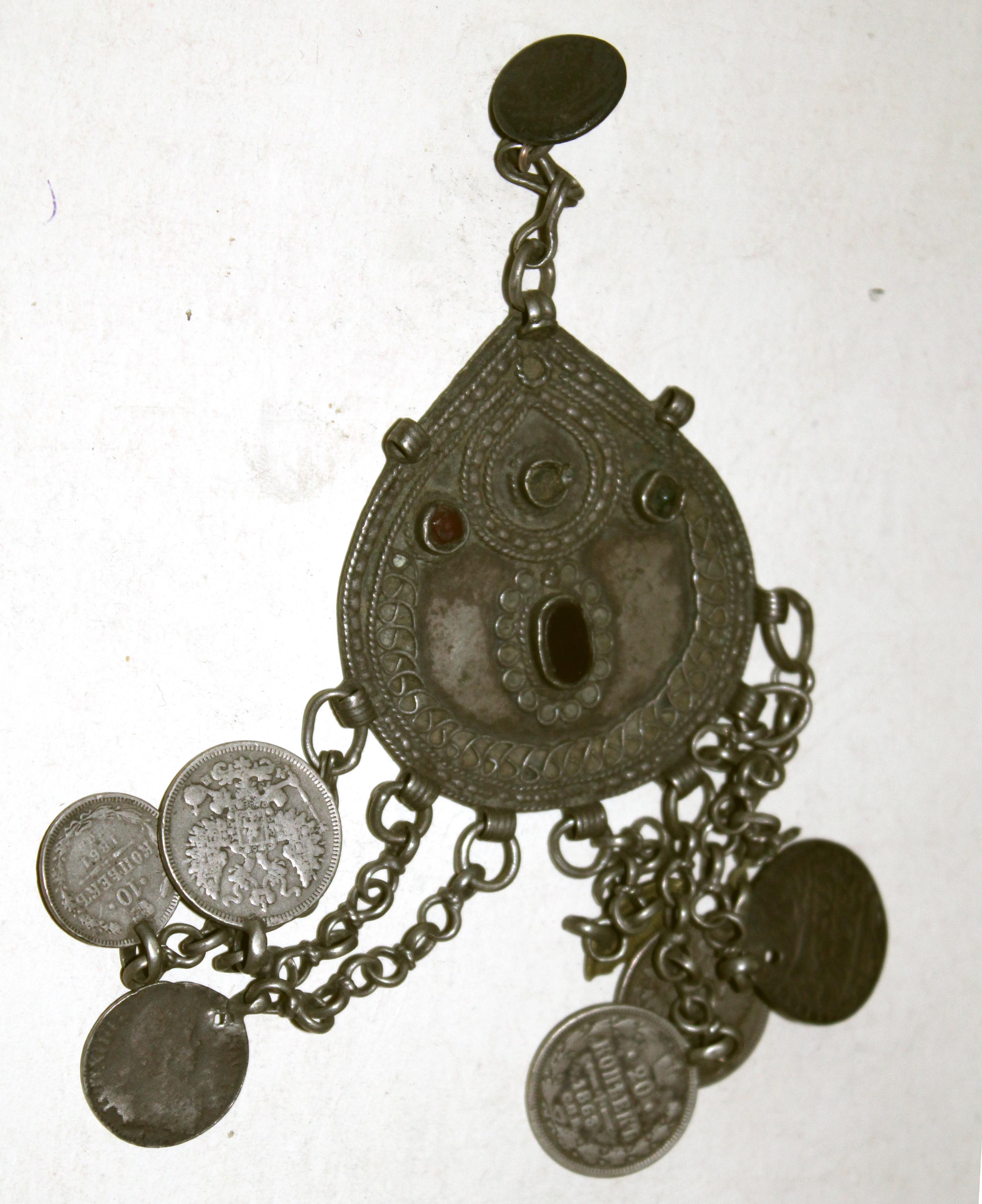
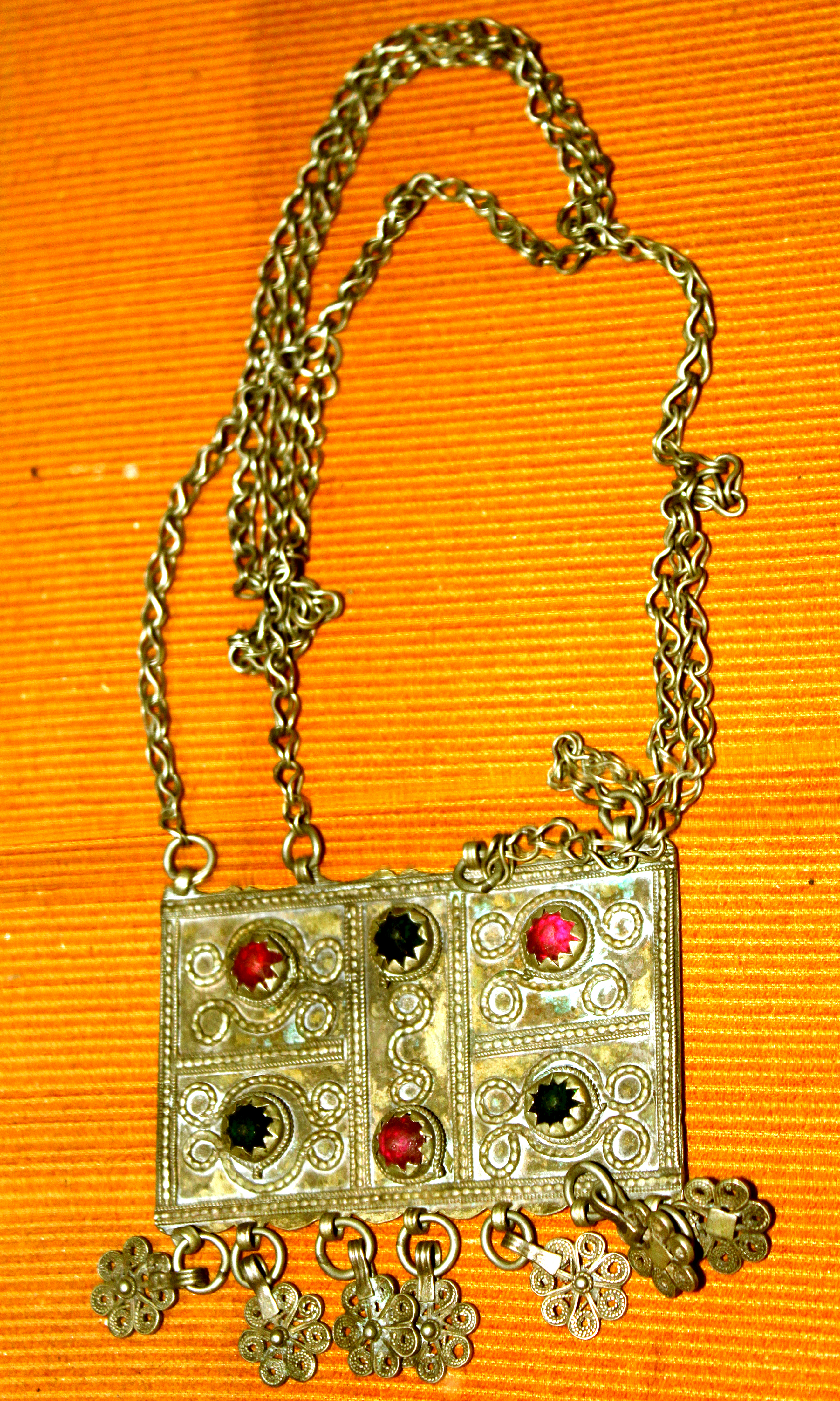
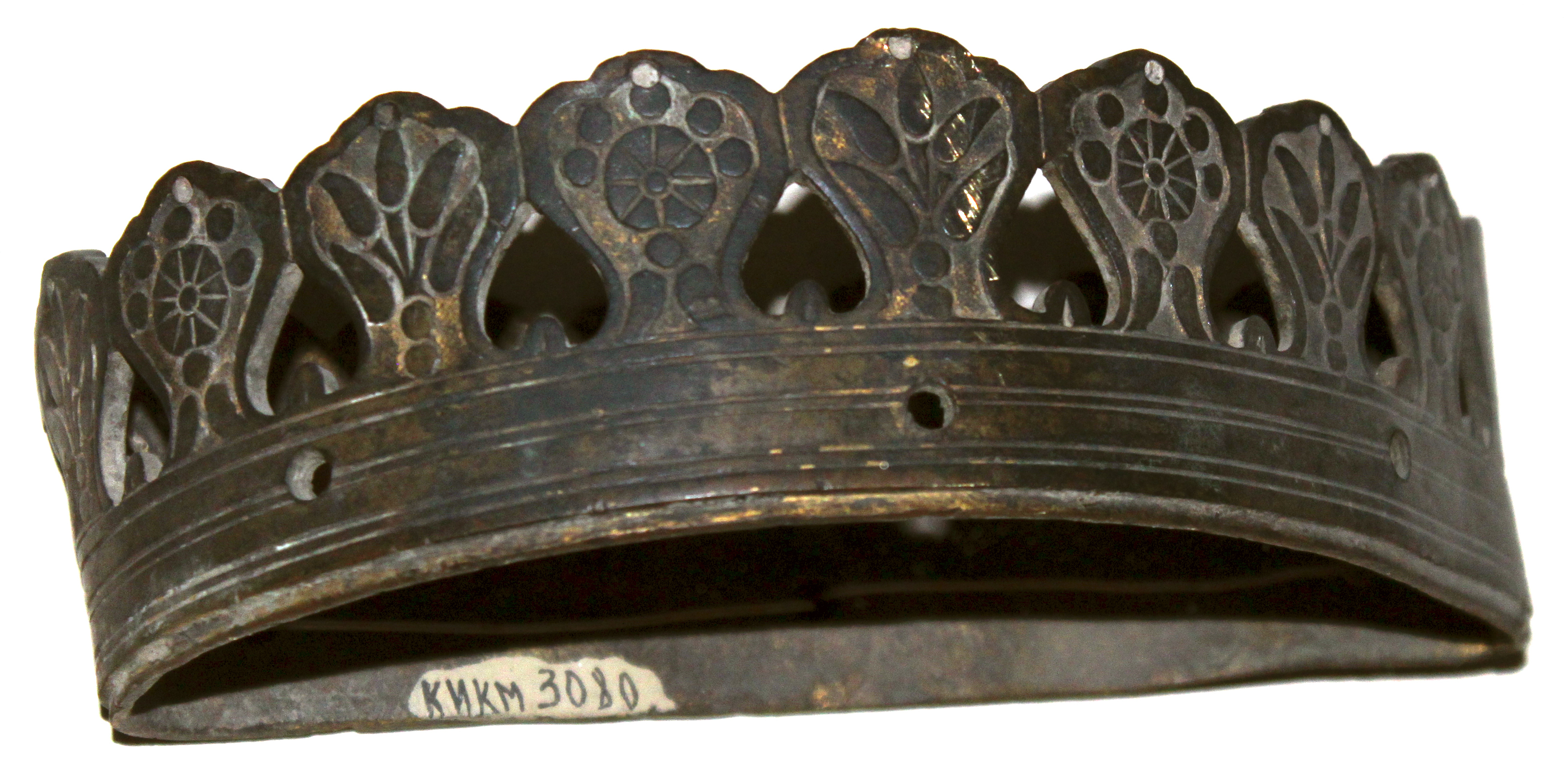
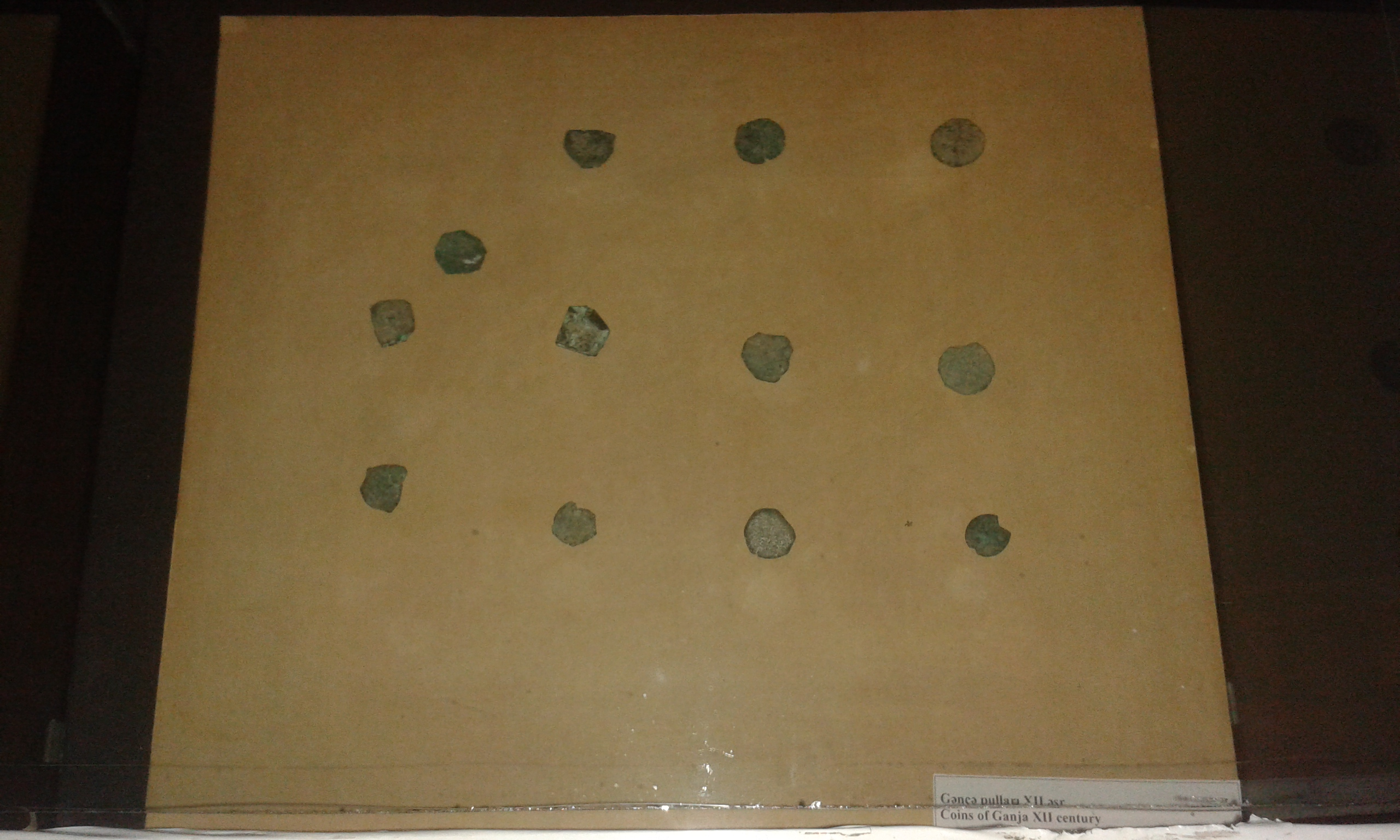
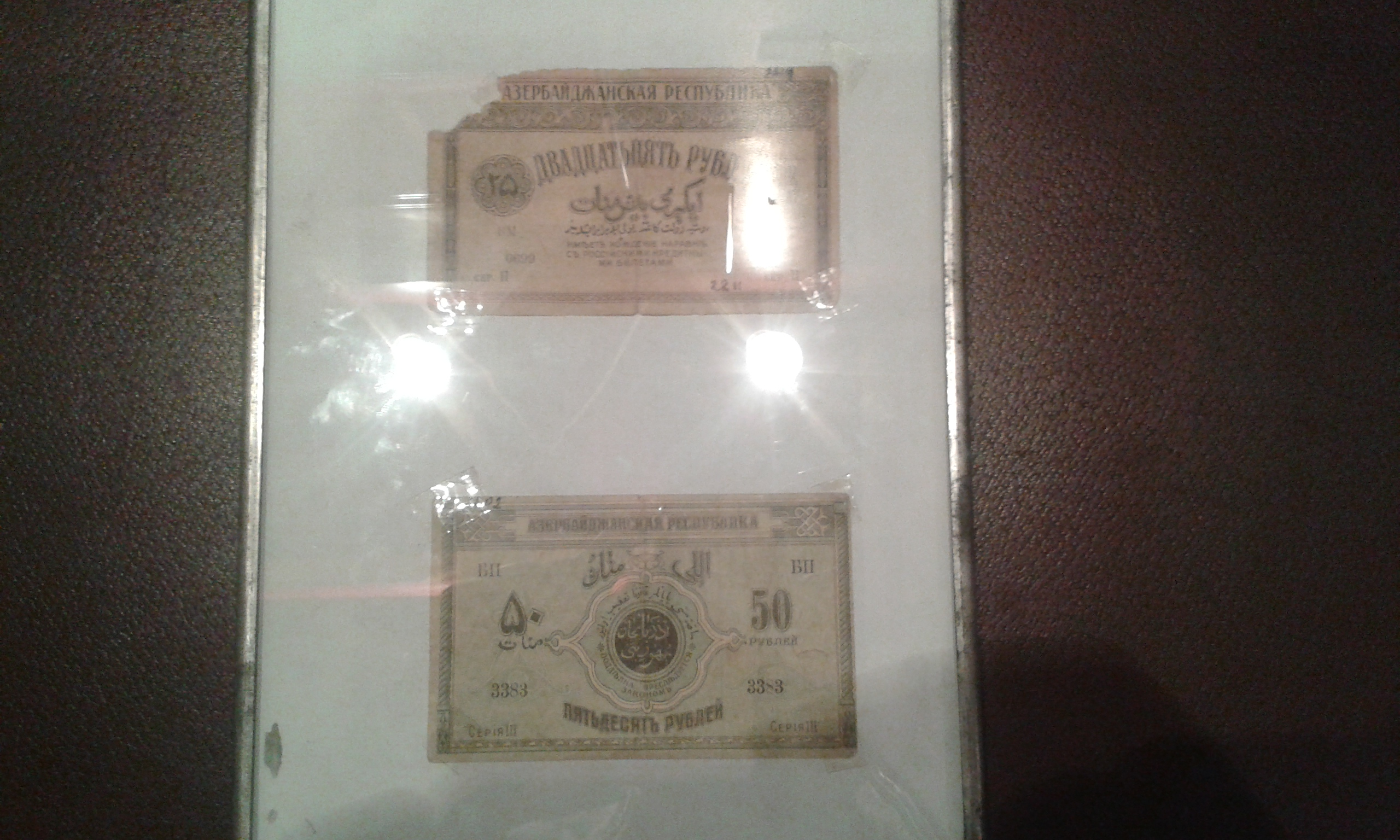
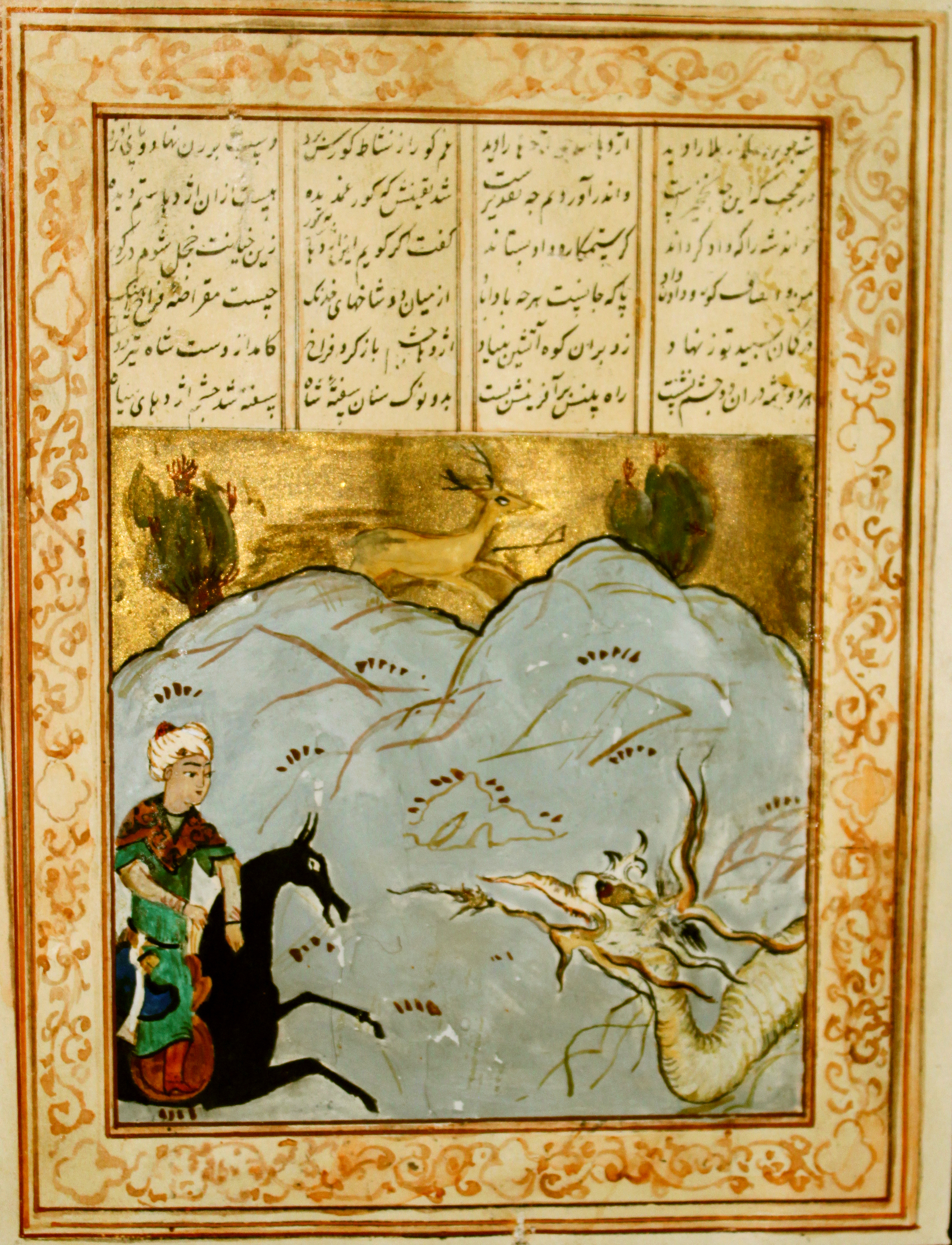